# كاساندرا فورد
كاساندرا فورد هي مغنية كندية، ولدت في 17 فبراير 1981 في مانيلا في الفلبين.

## وصلات خارجية
- كاساندرا فورد على موقع IMDb (الإنجليزية)